# Чемпионат Словакии по волейболу среди мужчин
Чемпионат Словакии по волейболу среди мужчин — ежегодное соревнование мужских волейбольных команд Словакии. Проводится с сезона 1992/93.
Соревнования проходят в двух дивизионах — Экстралиге и 1-й лиге, разделённой на 5 зон. Организатором чемпионатов является Словацкая волейбольная федерация.

## Формула соревнований (Экстралига)
Чемпионат 2024/25 в Экстралиге проводился в три этапа — два групповых и плей-офф. На 1-й стадии 7 команд играли в два круга. По её итогам команды были разделены на две группы 2-го этапа, в первую из которых вошли 4 лучших, во вторую — занявшие на 1-м этапе места с 5-го по 7-е. В каждой из групп были проведены двухкруговые турниры с учётом всех результатов 1-го раунда. В плей-офф вышли все команды и далее по системе с выбыванием определили двух финалистов, которые разыграли первенство. Серии матчей плей-офф проводились до двух (в четвертьфинале), до трёх (в полуфинале) и до четырёх (в финале) побед одного из соперников.
За победы со счётом 3:0 и 3:1 команды получают 3 очка, 3:2 — 2 очка, за поражение со счётом 2:3 — 1 очко, 0:3 и 1:3 — 0 очков.
В чемпионате 2024/25 в Экстралиге играли 7 команд: ВКП (Братислава), «Рикер» (Комарно), «Спартак» (Миява), МИРАД (Прешов), «Славия» (Нитра), «Славия» (Свидник), «Татран» (Банска-Бистрица). Чемпионский титул выиграл ВКП, победивший в финальной серии «Рикер» 4-1 (3:2, 0:3, 3:2, 3:0, 3:0). 3-е место заняла «Славия» (Нитра).

## Чемпионы
- 1993 ВКП Братислава
- 1994 ВКП Братислава
- 1995 ВКП Братислава
- 1996 ВКП Братислава
- 1997 ВКП Братислава
- 1998 ВКП Братислава
- 1999 ВКП Братислава
- 2000 «Матадор» Пухов
- 2001 «Петрохема» Дубова
- 2002 «Матадор» Пухов
- 2003 «Матадор» Пухов
- 2004 ВКП Братислава
- 2005 «Прешов»
- 2006 ВКП Братислава
- 2007 «Кисуцке Нове Место»
- 2008 «Хемес» Гуменне
- 2009 ВКП Братислава
- 2010 «Хемес» Гуменне
- 2011 ВКП Братислава
- 2012 «Хемес» Гуменне
- 2013 «Братислава»
- 2014 «Хемес» Гуменне
- 2015 «Мирад» Прешов
- 2016 «Быстрина» Нитра
- 2017 «Быстрина» Нитра
- 2018 «Прьевидза»
- 2019 «Прьевидза»
- 2020 чемпионат не завершён, итоги не подведены
- 2021 «Рикер» Комарно
- 2022 «Рикер» Комарно
- 2023 ВКП Братислава
- 2024 «Рикер» Комарно
- 2025 ВКП Братислава